# Gare de Moirans-Galifette
Gare de Moirans-Galifette vasútállomás Franciaországban, Moirans településen.

## Vasútvonalak
Az állomást az alábbi vasútvonalak érintik:
- Valence–Moirans-vasútvonal

## Kapcsolódó állomások
A vasútállomáshoz az alábbi állomások vannak a legközelebb:
- Gare de Moirans (Gare de Moirans)
- Gare de Tullins-Fures (Gare de Valence-Ville)